# Хирцель, Сузанна
Сузанна Целлер (нем. Susanne Zeller), урождённая Сузанна Хирцель (нем. Susanne Hirzel; 7 ноября 1921 — 4 декабря 2012) — деятельница немецкой организации «Белая роза»; одна из двух человек, избежавших смерти.

## Биография
Дочь ульмского пастора Эрнста Хирцеля, внучка географа Роберта Градманна. Изначально входила в Союз немецких девушек, лидером её группы была Софи Шолль, однако позже Сузанна отдалилась от группы. Училась в Штутгартской академии музыки, где весной 1942 года был признан её музыкальный талант.
В конце 1942 года Сузанна присоединилась к подпольному Движению Сопротивления, лидером её группы стала снова Софи Шолль. По просьбе своего брата Ханса она стала распространять листовки с антигитлеровскими призывами в Штутгарте. В распространении листовок оказал помощь Франц Мюллер, органист лютеранской церкви Ульма; в том же приходе пастором был отец Сузанны. После казни Софи и Ганса Шоллей к суду привлекли Сузанну и Ханса Хирцелей: на втором процессе Народный трибунал во главе с Роландом Фрайслером осудил на смертную казнь Курта Хубера, Вилли Графа и Александра Шмореля, а Сузанна получила полгода тюрьмы (приговор был мягким, поскольку нельзя было проверить, знала ли она о содержимом листовок).
После войны Сузанна работала преподавателем игры на виолончели и написала ряд учебных пособий. Также она была активным политическим деятелем, поддерживая правые партии (в том числе Республиканцев). В своих мемуарах «Швабская молодость» она обвиняла войска западных союзников в том, что те пытались стереть с лица земли Германию и немцев, а также утверждала, что концлагеря Германии и сталинские лагеря были созданы по образцу британских лагерей для буров. Сузанна давала интервью изданиям Junger Freiheit в 2002 году и Politically Incorrect в 2010 году. Последние годы жизни она прожила в Штутгарте, выступая в поддержку движения Pax Europa и выступая против исламизации Германии, называя исламизацию и джихад не меньшей опасностью, чем нацистская диктатура.
Автор мемуаров «От „да“ до „нет“. Швабская молодость 1933—1945». В образовательном центре Ульма в зале, посвящённом «Белой розе», есть портрет Сузанны Хирцель.